# 陶芸

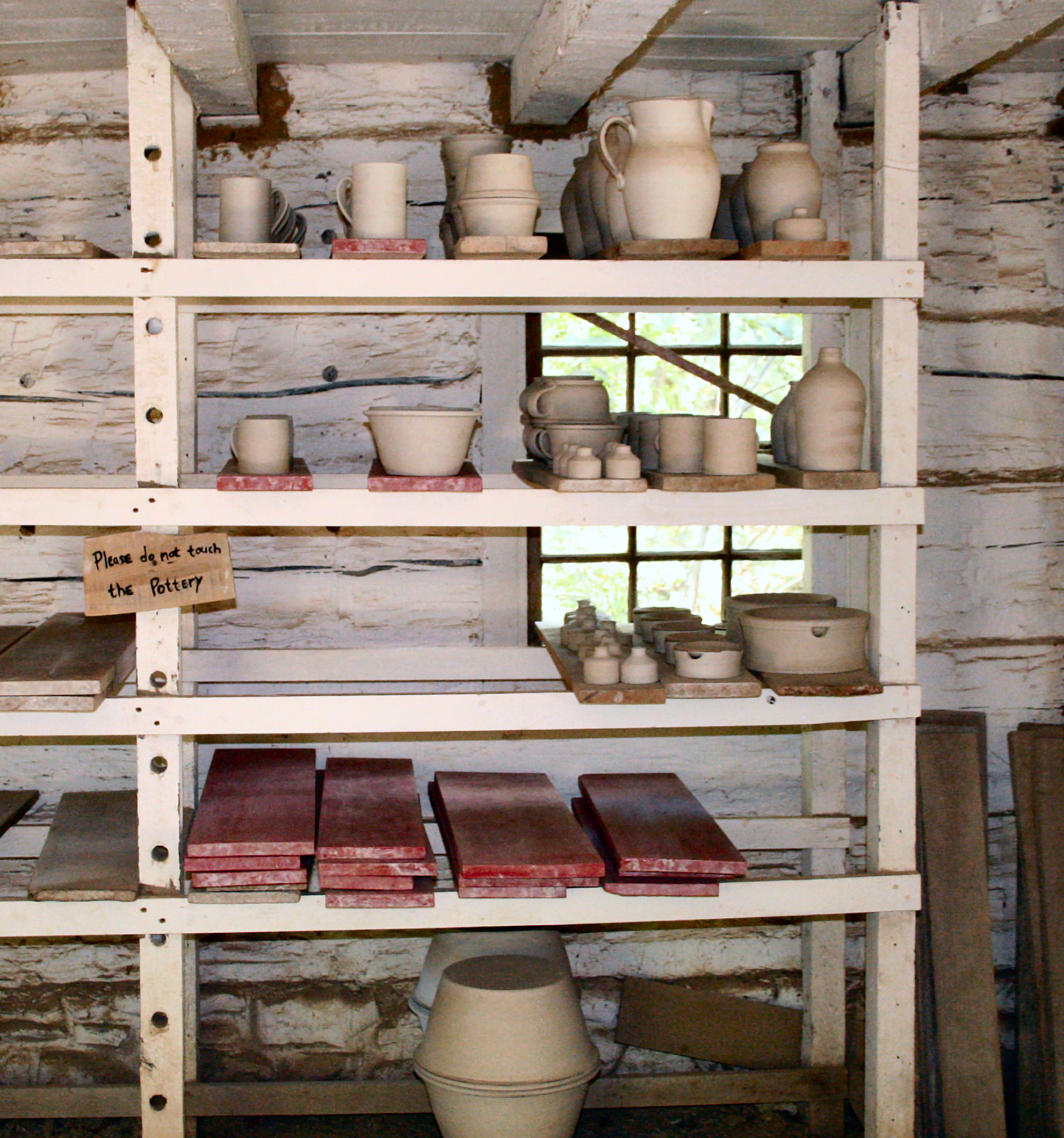
伝統的な乾燥棚に置かれた焼成前の「生素地」
（アメリカ合衆国インディアナ州フィッシャーズ市、生きた歴史の博物館「コナー・プレーリー」にて展示）

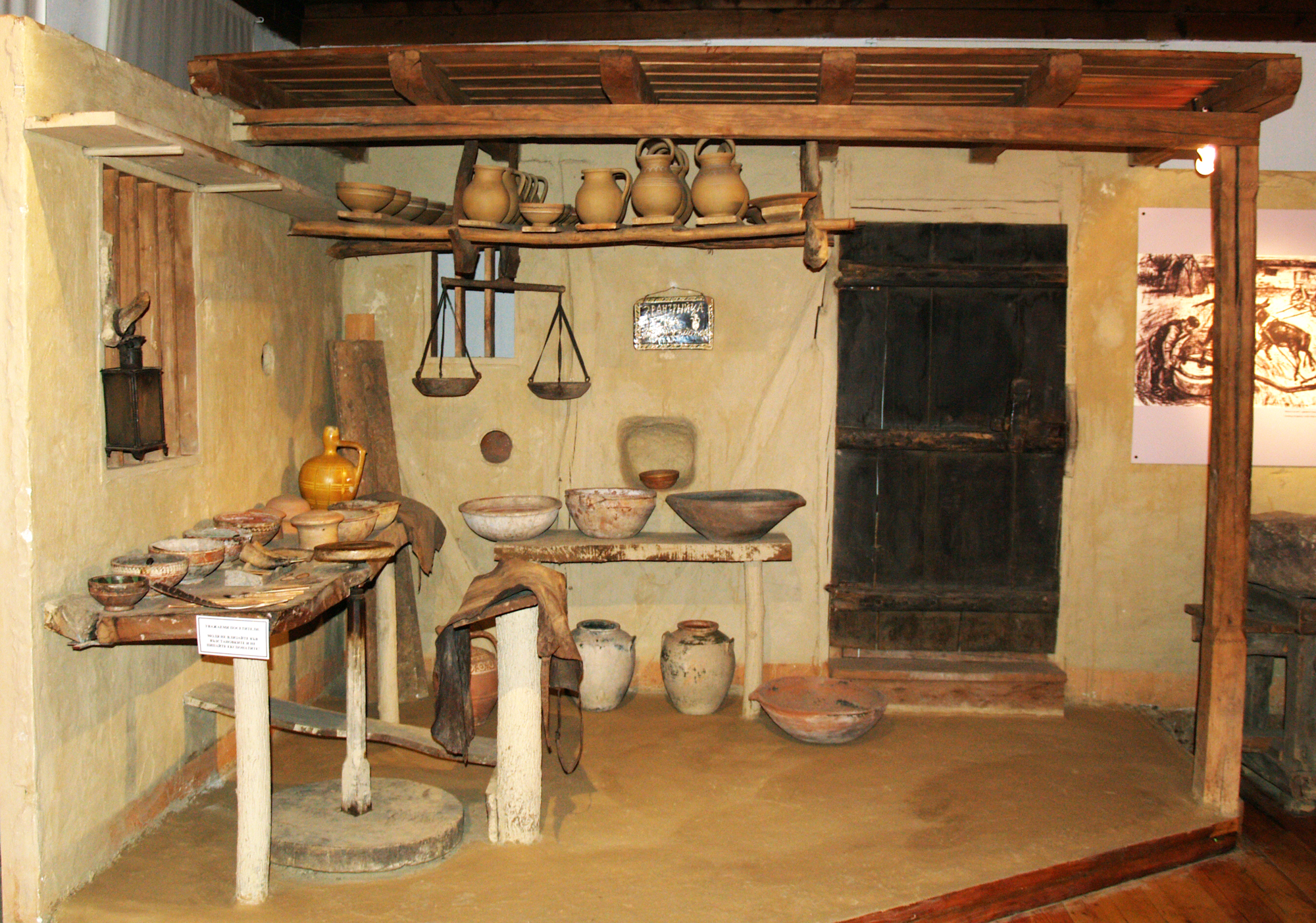
ブルガリア、トロヤンの伝統工芸と応用美術ミュージアムにて再現された伝統的な窯場

陶芸（とうげい、英: Pottery）とは、粘土を成形して高温で焼成することにより陶磁器などを作る技術のこと。陶磁器以外にも種類はある。焼きものとも呼ばれる。生業として陶芸を行う者を陶工もしくは陶芸家と呼ぶ。
焼きものは施釉しない土器（および高温で焼成した炻器）と施釉した陶磁器（陶器と磁器）とに大別されるが、この区分には地域や文化によりばらつきがあり、欧米では施釉されたものも炻器（ストーンウェア）に含み、また中国では土器と陶器を区別しない。

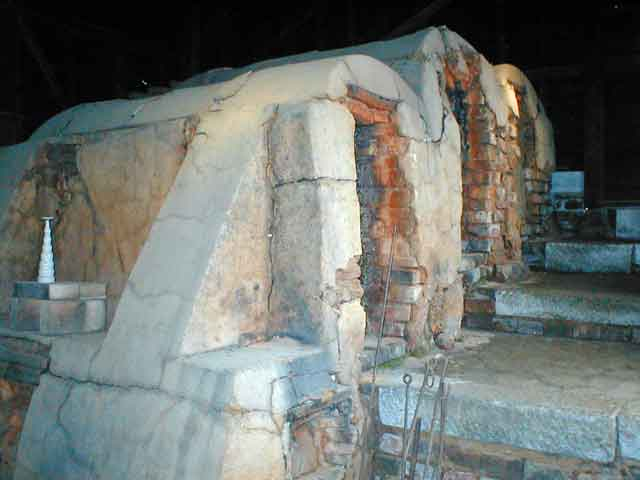
九谷焼で使用された窯

造形方法には、手びねり、型を用いて土の形を整える方法、轆轤（ろくろ）の上に置き手足や機械で回しながら両手で皿や壷などの形を作っていく方法などがある。焼き方には、窯を用いない「野焼き」や、七輪を用いる「七輪陶芸」などという手法もある。土の種類やこね方、釉、そして焼く温度など、様々な要素が作品に貢献する。したがって、世界中にいろいろな技法が存在する。
陶芸は人類のもっとも古いテクノロジーおよび芸術形式のうちのひとつであり、今日もなお主要な産業であり続けている。考古学者たちのよる定義では、人形などの器ではないものや、轆轤によって作られたのではないものは、同様の過程で、おそらくは同じ人々によって作られたセラミックス製品であっても陶芸品に含めない傾向にある。
陶芸に始まる数々の技法は、洗練され、科学的に研究されて最先端のセラミックス製品の発明に繋がっている。

## 胎土
陶芸では、粘土の素地（胎土）を求める品物の姿に成形し、窯で加熱することで強度を高め、硬化させ、形を固定させる（時には気泡のため壊れてしまうこともある）。陶芸に用いられる素材の性質には地域により大きなバリエーションがあり、このために各地域に独特の焼きものが生まれる。ある目的に適した胎土を得るために粘土とその他の各種素材が混合されることが普通である。
成形を行う前に、胎土の中に入った空気を取り除く必要がある。この作業は脱気と呼ばれ、真空土練機を使うか、もしくは手で土揉み（土練り）して行われる。土揉みには胎土全体の水分含量を均一にする働きもある。胎土の脱気・土揉みが済むと、さまざまな技法を用いて成形が行われる。成形した胎土は焼く前に乾燥される。乾燥にはいくつかの段階がある。「半乾き」（Leather-hard）は水分がおよそ15%の段階を指す。この段階の胎土は非常に堅固で、可塑性は大きくない。削りや、取っ手の取りつけなどはこの段階で行われることが多い。「絶対乾燥」（bone-dry）は水分が（ほぼ）0%となった段階を指す。焼く前のものは生素地（greenware）と呼ばれる。この段階の胎土は非常に脆く、簡単に壊れてしまう。

## 成形の方法
陶芸の成形にはさまざまな方法がある。

### 手びねり

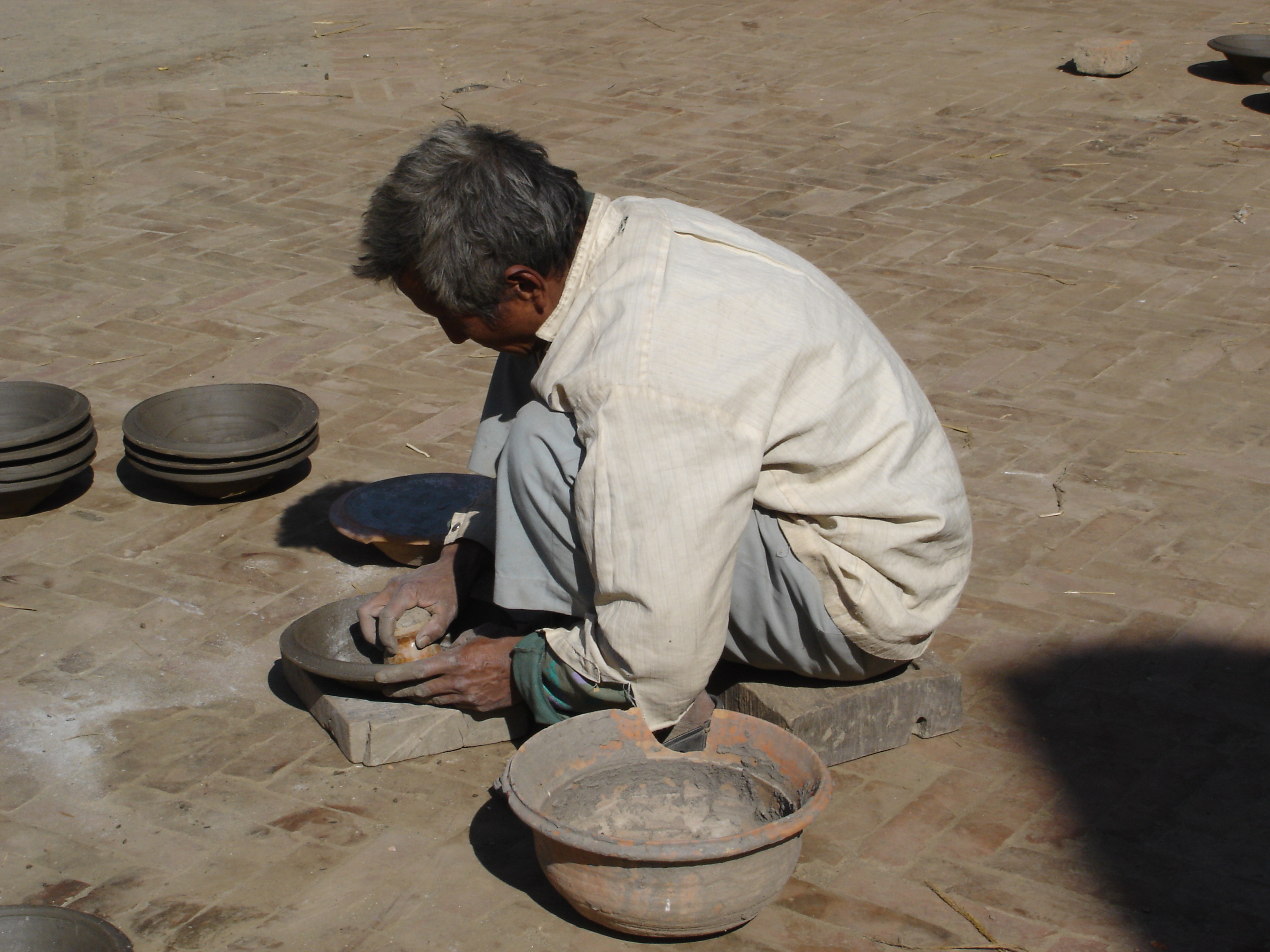
手びねり（ネパール、カトマンズ）

手びねりは最初期から存在した手法である。球、紐（紐作り）などの形をした粘土を手でこねて形を作る。ほかに、板状に伸ばした粘土（タタラ）をつなぎ合わせたり皿状に成形したりするタタラ成形や、中をくり抜いた粘土塊をつなぎ合わせるくり貫きといった手法がある。
手で成形した器の部品は、胎土と水の水性懸濁液であるスリップ（泥漿）を用いて結合されることが多い。手びねりは轆轤による成形より時間がかかるが、器の大きさや形をよりきめ細かく制御することができる。迅速で反復しやすいほかの技法はテーブルウェアのようなぴったり合った揃いの器を作るのにより適している一方で、ただ1つしかない芸術作品を生み出すには手びねりの方がよいと考える陶芸家たちもいる。

### 轆轤

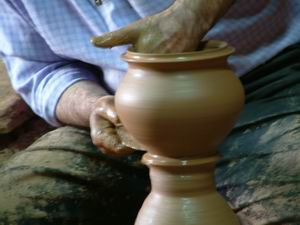
轆轤を用いて成形を行う男性（トルコ、カッパドキア）

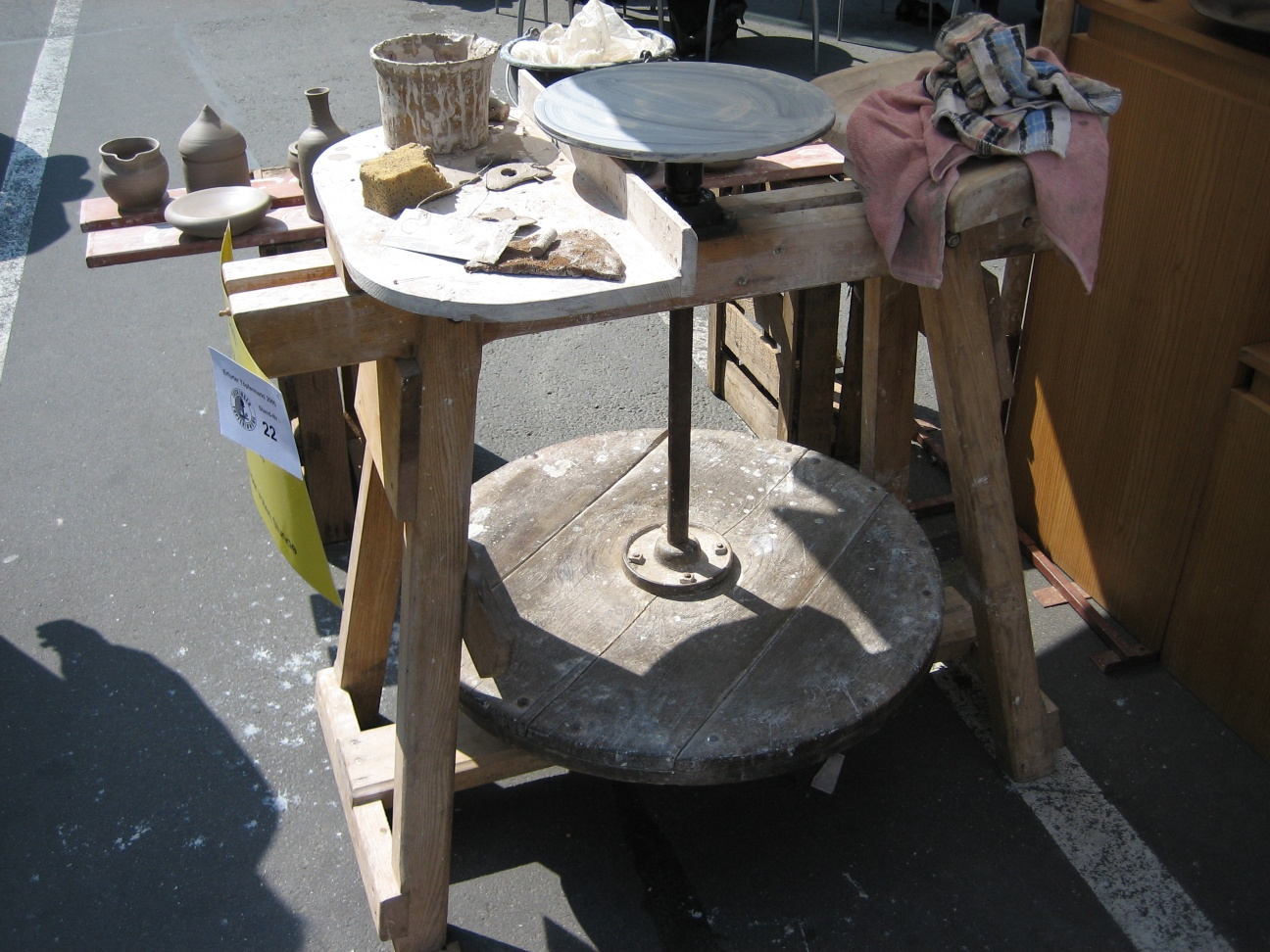
昔ながらの足踏み式轆轤（蹴轆轤）（ドイツ、エアフルト）

轆轤による成形では、粘土の球が鏡盤と呼ばれる回転台の中央に置かれ、これを陶工が棒、足、もしくは速度を制御できる電動機を用いて回転させる。
急速に回転する轆轤の上で、柔らかい粘土の球が手で押され、潰され、上方もしくは外側へと引かれ、空洞のある形が作られていく。粗い粘土の球を下方と内側に押して完全な回転対称とする最初の工程は「心出し」「土殺し」と呼ばれ、以降の工程に入る前に習得すべき重要な技能である。それから、穴を開け、広げ、底を作り、壁面を挽き上げ、厚みを均等にし、切り揃えて形を整え、足を作るなどといった作業を行う。
轆轤により一定水準の器を作るためにはかなりの技能と熟練を要し、高い芸術的価値を持つ作品も作り出せる一方で、再現性には乏しい。回転による成形という性質上、円形の回転対称形しか作ることができない。成形の後、型押し、盛り上げ、線刻、溝彫り、彫刻などが施されることもある。陶工の手のほか、ヘラ、金床とリブ、切除や穴開けのためのナイフ、鉋、切り糸なども用いられる。さらに取っ手、蓋、足、注ぎ口などを取りつけることもある。

### 粉体成形
粉体成形は、粒状にした半乾きの粘土を型に入れ圧力をかけて成形する方法である。粘土は小孔のあるダイスによって型に押し込まれ、小孔を通し高圧の水が注入される。噴霧乾燥により、5 - 6%ほどの水分を含む精細で自在に流れる粉流体の粘土が作られ用いられる。粉体成形はタイルの製造に広く用いられるほか、皿にも用いられるようになりつつある。

### 射出成形
射出成形は熱可塑性樹脂や金属部品の成形に長年用いられてきた方法で、食器産業にも応用されるようになった。複雑な形をした品目の大量生産に向くこの技法の大きな利点のひとつは、ティーカップを取っ手も含め1つのプロセスで生産できることであり、取っ手を取り付ける工程が省けるのみならずより丈夫なものが作れる。成形ダイスには50 - 60%の未焼成の陶土の粉体と、結合剤、潤滑剤、可塑剤ならなる40 - 50%の有機添加剤との混合物が供給される。この技法はほかの成形法ほど広くは使用されていない。

### ジガリングとジョリイング
ジガリングとジョリイングは轆轤の上で行われ、器を画一的な形にするのにかかる時間を短縮する。ジガリング（英: Jiggering）は、轆轤の上の石膏型にセットされた胎土に、成形した工具を接触させる操作である。ジガー工具が一方の面を、型が他方の面を成形する。ジガリングは皿のような平らな器の生産にのみ用いられるが、カップのような深みのある器（ホローウェア）にもこれに類似した技法であるジョリイング（英: jolleying）が用いられる。これらの技法は遅くとも18世紀には陶芸に用いられていた。工場での大量生産では通常これらは自動化されており、半熟練労働によって操業することが可能となっている。

### ローラーヘッドマシン
ローラーヘッドマシンはジョリージガー同様に回転する型の上で成形を行うが、ジガー工具の固定されたプロフィールの代わりに回転式の成形具が使用される。回転式の成形具は成形される器と同じ半径の浅い円錐であり、製造する器の背面の形に作られている。製造する製品の大きさにもよるが、1分に12個ほどを比較的単純な労働によって成形することができる。この技術は第二次世界大戦直後のイギリスでサービス・エンジニアーズ社により開発され、すぐに世界中の製造業者に採用された。今日も平らな器（フラットウェア）製造の主流であり続けている。

### 圧力鋳込み
特別に開発された高分子材料により、4.0MPa（メガパスカル）までの外圧に耐える型を作ることができる。これは毛細管力が0.1 - 0.2MPaほどの圧力相当となる石膏型でのスリップ鋳込みよりもはるかに大きな値である。高圧は非常に高速な鋳込み速度をもたらし、よって製造サイクルも速くなる。さらに、鋳込み物を取り出す際に高分子材料の型に高圧の空気をかけることで、同じ型で即座に次の鋳込みサイクルを開始することができる。石膏型では乾燥に長時間を要するのである。また高分子材料は石膏よりもはるかに耐久性に優れるので、よりよい寸法許容差を持つ成形品を作ることができ、型の寿命もずっと長い。圧力鋳込みは1970年代に衛生陶器生産のために開発されたが、近年ではテーブルウェアにも応用されるようになっている。
小規模な工房などでは、轆轤で水挽きした素地を型に入れ叩いて成形する型打ち、型起こしと呼ばれる方法が行われている。轆轤成形には適さない皿や鉢の生産に向いた手法であり、日本ではおもに磁器の生産に使われ江戸時代初期から有田焼などで行われている。

### ラム鋳込み
ラム鋳込みは、小孔のある2つの鋳込み板の間で調合した胎土に加圧してテーブルウェアや装飾品を成形する工場での工程である。加圧後には、鋳込み板越しに圧縮空気を吹きつけることで成形したものを取り外す。

### スリップ鋳込み

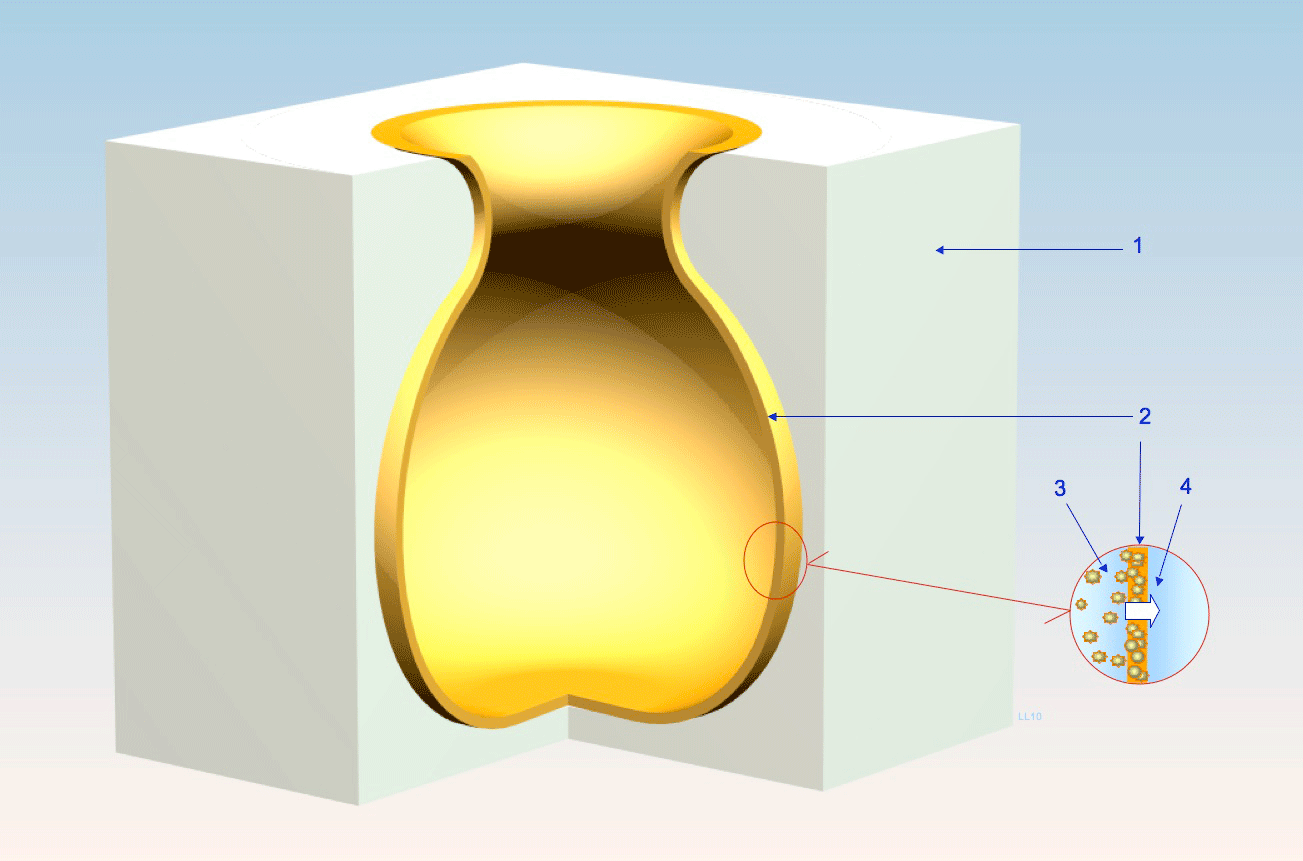
スリップ鋳込み

スリップ鋳込み（スリップキャスティング、泥漿鋳込み）は陶器の大量生産にしばしば用いられる方法で、ほかの手段では成形できないようなものの製造にも理想的である。胎土を水で薄めたものであるスリップ（泥漿）が吸収性の高い石膏型へと注ぎ込まれる。スリップの水分は型に吸収され、型の表面にその形をした胎土の層が残るのである。余ったスリップは型から除去され、それから型を開いて目的の形となった物体を取り出す。スリップ鋳込みは衛生陶器の生産に広く使われるほか、複雑な形の人形のようなより小さい品物にも使われている。

## 装飾と施釉

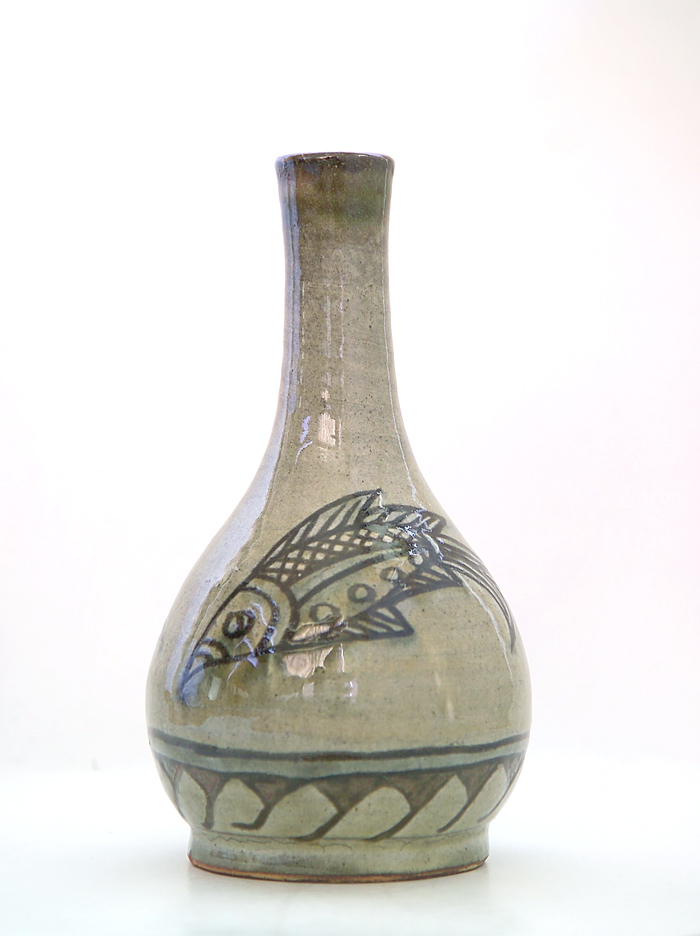
現代の陶器（日本、沖縄県）

### 装飾

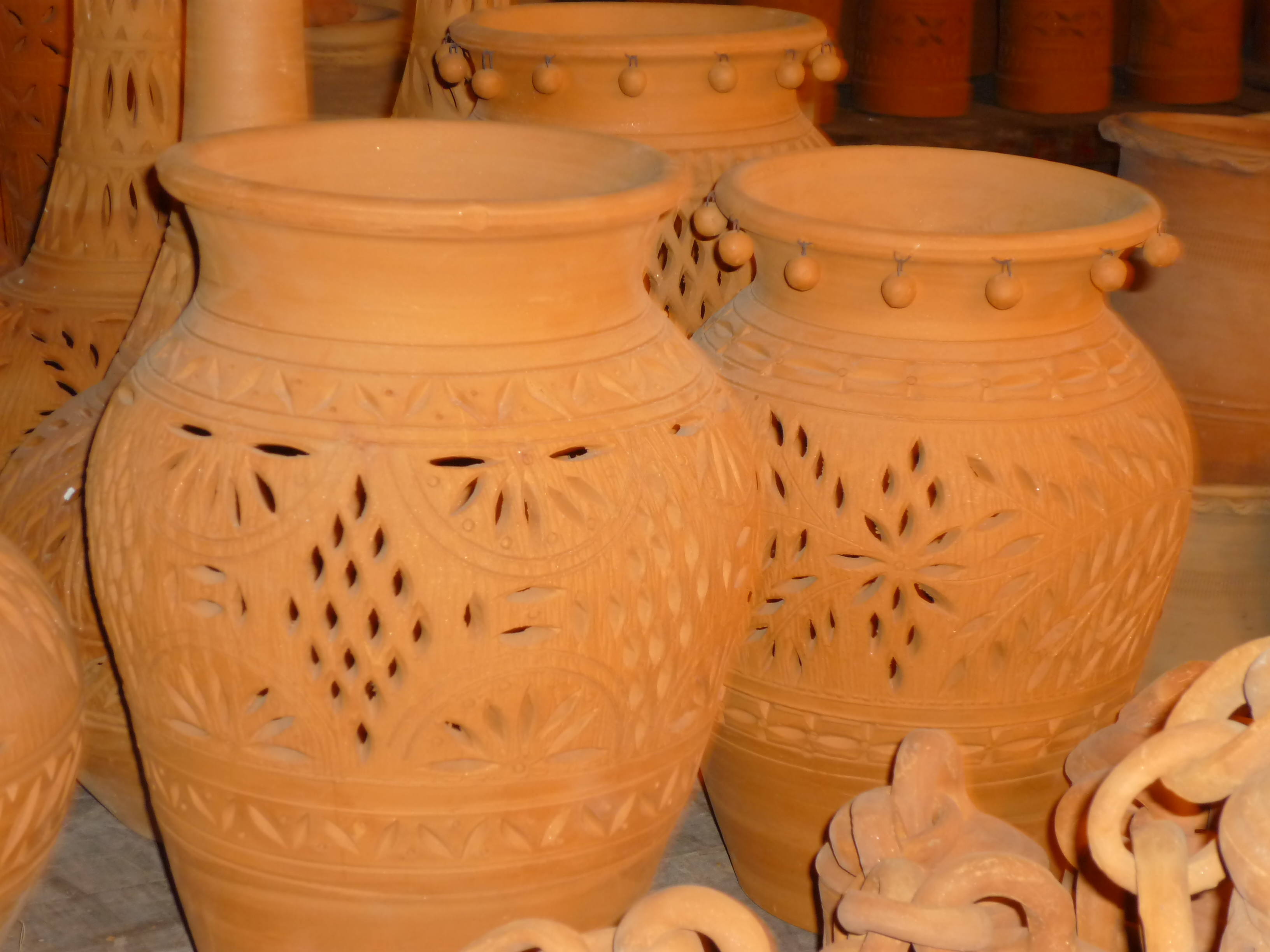
パキスタン、パンジャーブ州の甕

陶芸では以下のものをはじめとするさまざまな方法で装飾が行われる。
- 胎土の表面に刻むなどして文様を入れる
- 釉下彩（英語版）（下絵付け）による装飾。染付など。
- 釉中彩（英語版）（イングレーズ）
- 釉上彩（英語版）（上絵付け）
- 琺瑯

#### 練り込み
胎土を成形する前に何かを練り込んでおくことで、焼きものに望む効果を生み出すことができる。砂やシャモット（焼いた粘土を粉砕したもの）といったザラザラした混ぜ物が、完成品に求める質感を出すために用いられることがある。対照的な色の粘土やシャモットを文様を作り出すために用いることもある。金属酸化物や炭酸塩などの顔料を単独または複合させて加え、求める色を得ることもされる。可燃物の小片を胎土に加え、もしくは表面に押しつけることによっても質感を生むことができる。

#### アガートウェア
アガートウェア（瑪瑙焼き）は色の違う胎土を、個々の色が失われてしまわない程度に混合して作られる。複数の色彩の帯もしくは層が渾然一体となった石英鉱物である瑪瑙（agate）から名付けられた。独特の縞模様や斑模様を持つ。「アガートウェア」はイギリスのものを指す言葉である。日本では「練上げ（手）」と呼ばれる。中国では唐代よりこの種の焼きものが作られており、marbled wareと呼ばれる。アガートウェアを作る際に用いる胎土の選定には細心の注意が必要で、熱移動特性が釣り合っていなければならない。

#### バンディング
バンディング（banding）またはライニング（lining）は、手もしくは機械で皿やカップの縁に色の帯をつけることを指す。轆轤で行われることが多い。

#### 艶出し
木、鉄、石製の用具を使い焼成前に表面を磨くことで、焼成後にも残る艶を作り出すことができる。精細な胎土を用いるか、胎土が半ば乾燥して水分をほとんど含まない状態でこれを行うことで、きわめて艶のある焼きものを作ることが可能であるが、この状態のものは非常に脆弱であり、破損してしまうリスクも大きい。水止めの効果もあり、焼締め陶や施釉が行われるようになる前の土器ではしばしば行われた。

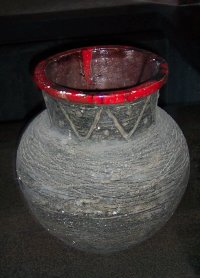
古代アルメニアの飾り壺

#### 化粧掛け
化粧掛け（エンゴーベ）は、白もしくはクリーム色などのスリップで通常は焼成前に焼きものの表面を覆うことである。装飾的な目的で施されることが多いが、また胎土の欠陥を隠すためにも用いられる。化粧掛けは塗って施すことも、均一で滑らかな被覆を実現するために浸して施すこともできる。化粧掛けは先史時代から現在まで使われ続けている技法である。化粧掛けの一部を削って胎土の色を露出させるズグラッフィート（掻き落とし）の技法とも併用されることがある。色の違う化粧掛けを二重に施し、上の層だけを削ることで下の層の色を出す装飾を行うことも慎重に行えば可能である。このようにして用いられる化粧掛けには相当量の

#### リトグラフ
リトグラフもしくはデカルコマニーは意匠を作品に転写する技法である。リトグラフは3つの層からなる。
- 装飾デザインからなる、色もしくは図像の層
- 透明な保護層。低融点ガラスを含むこともある
- スクリーン印刷もしくはリソグラフィーで意匠が印刷された裏紙

裏紙を除去する際に意匠を転写する方法にはさまざまなものがあり、機械による製造に向いたものもある。

#### 金彩
高級な焼きものには金による装飾が施されることもある。
- Best gold[訳語疑問点] - 精油と金粉の懸濁液が、溶媒と水銀塩と混ぜ合わされる。これを筆などで塗って描く。焼成後の発色は鈍く、磨いて発色させてやる必要がある。
- Acid Gold - 1860年代初頭にイギリスはストーク＝オン＝トレントのミントンの工場で開発された金彩の技法である。施釉した表面を希釈したフッ化水素酸で腐食させ、その上に金彩を施す。非常に高い技能が必要とされ、最高級品の装飾にしか用いられない。
- Bright Gold -金のスルホン酸樹脂酸塩およびほかの金属の樹脂酸塩と溶媒とからなる溶液を用いる。焼成直後から装飾が輝き、研磨する必要がないことからこの名がある。
- Mussel Gold -古くからある金彩の方法である。金箔を塩や砂糖とともに擦りつけ、それから水溶性物質を洗い流す。

イスラームの陶芸では金彩に似た輝きを持つラスター彩が行われたが、これは銅や銀の酸化物を用いる。

### 施釉
釉は焼きもののガラス質のコーティングである。装飾と保護をおもな目的とする。多孔質の焼きものの器を、水やその他の液体が染み出さないようにすることも重要な役割である。釉は固体のものをまぶしたり、釉薬と水の薄い懸濁液を吹き掛けたり浸したり流したり刷毛で塗ったりして施される。焼成する前と後とでは釉の色は大きく違う場合もある。焼成の際に施釉した作品が窯の備品にくっついてしまわぬよう、作品の一部（脚など）に施釉しない部分を残しておくか、あるいはスプール（ハマ）と呼ばれる耐火性の支持体が用いられる。ハマは焼成が終わると取り外され廃棄される。
特殊な施釉法に以下のものがある。
- 塩釉（英語版） - 焼成中に、塩化ナトリウムが窯に入れられる。塩は高温のため揮発し、焼きものの表面に堆積して胎土と反応しアルミノケイ酸ナトリウムの釉を形成する。17 - 18世紀には家庭用の陶器の生産に塩釉が用いられていた。今日では、一部の陶芸家が行うのみとなっている。塩釉の下水道管の生産が大規模な使用の最後の例で、大気汚染の問題のために行われなくなった[20][21]。
- 灰釉（英語版） - 植物を燃焼して出た灰が釉の溶剤の成分として用いられる。灰は窯の燃料の燃え残りが用いられることが普通であるが、耕作物のごみの灰が用いられていた可能性も研究されている[22]。燃料の灰が降りかかりひとりでに釉が形成されたものは「自然釉」と呼ばれる[19]。灰釉は極東において歴史的重要性があるが、アメリカ合衆国のカトーバ谷の陶芸（英語版）などでも小規模に行われていたという報告がある。現在では、素材の可変性から来る予期できない効果に価値を置く一部の陶芸家が行うのみとなっている[23]。

## 焼成

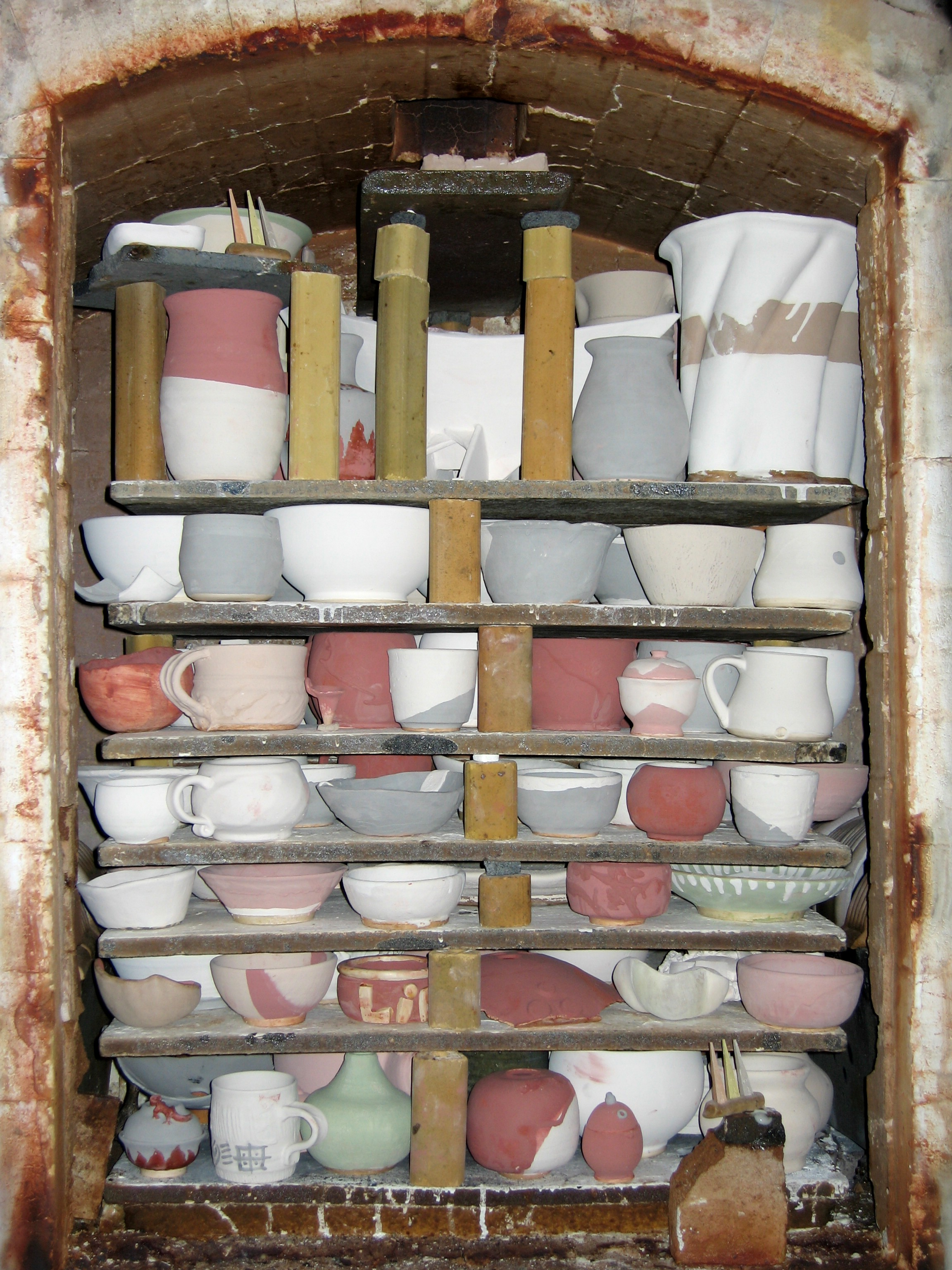
還元窯

焼成は胎土に不可逆な変化をもたらす。焼成を経て初めて作品は焼きものとなる。低温焼成では、胎土中の粗い粉末同士が接点で溶け合う焼結という変化が起こる。違った素材が使われ、より高い温度で焼成される磁器においては、構成成分の物理的・化学的・鉱物学的性質に大きな変化が起こる。いずれの場合も、焼成の目的は陶磁器を恒久的に硬化させることであり、焼成法は用いる素材と合致したものでなければならない。おおよその目安として、陶器は通常1,000 - 1,200℃、炻器は1,100 - 1,300℃、磁器は1,200 - 1,400℃で焼成される。しかしながら、窯の中での焼きものの変化は最高温度だけでなく時間の長さによっても影響されるため、一定時間は窯の最高温度を保つことが行われることが多い。また条件を変えて装飾などを行うために素焼きと本焼きなど複数回に分けて焼成されることもある。工場での大量生産では、棚のある台車に載せ、1日ほどをかけてトンネル窯をくぐらせ予熱・焼成・徐冷を一度に行う。
焼成中の窯の空気環境は完成品の外観に影響を及ぼしうる。窯に空気が入るようにすることで得られる酸化環境では胎土と釉の酸化反応が引き起こされる。窯への空気の流入を制限することで得られる還元環境では胎土と釉の表面から酸素が奪われる。これは焼き上がりの外観に影響を与え、例えば鉄を含む釉の中には酸化環境では茶色に、還元環境では緑色になるものがある。窯の環境を調整することで、複雑な効果を釉に生み出すことができる。
窯は木材、石炭、ガスなどを燃やし、または電気を用いることで加熱される。燃料として石炭や木材を用いた場合、煙・煤・灰が窯に入ることで、保護されていない焼きものの外観に影響を与える可能性がある。このため、木材や石炭を用いる窯では「匣鉢」（さや）と呼ばれる蓋のできる陶器の箱に焼きものを入れて保護する。ガスや電気を用いる現代的な窯はより清浄であり、木材や石炭によるものより制御もしやすく、また短時間で焼き上げられる場合が多い。日本の伝統的な楽焼およびこれに影響を受けた西洋の陶芸では、焼きものはまだ熱いうちに窯から取り出され、灰・紙・木屑などの中に埋めることで特徴的な炭化した外観を作り出す。この技法はマレーシアでも伝統的な「ラブ・サユ」（labu sayung）と呼ばれる水差しを作るのにも用いられる。

## 歴史

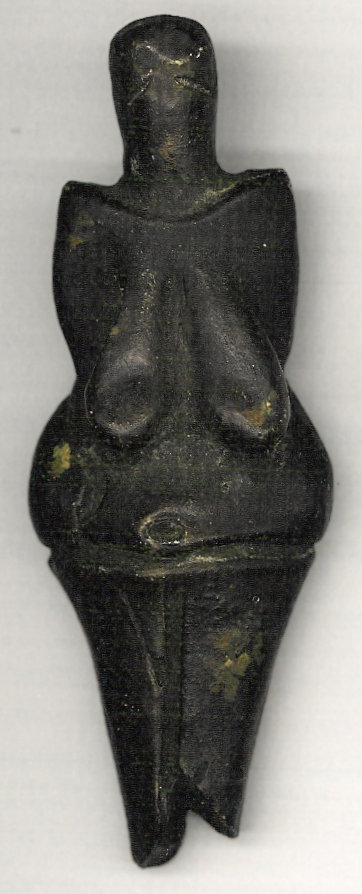
現存する最古の焼きものとされる、グラヴェット文化の人形のひとつ。紀元前2万9000年 - 2万5000年。

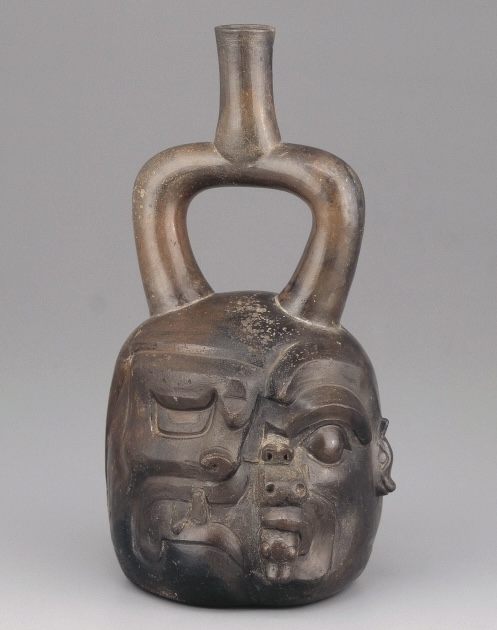
クピスニケ文化の焼きもの。猫＝人間を表した鐙型注口土器（ペルー、リマのラルコ博物館蔵）

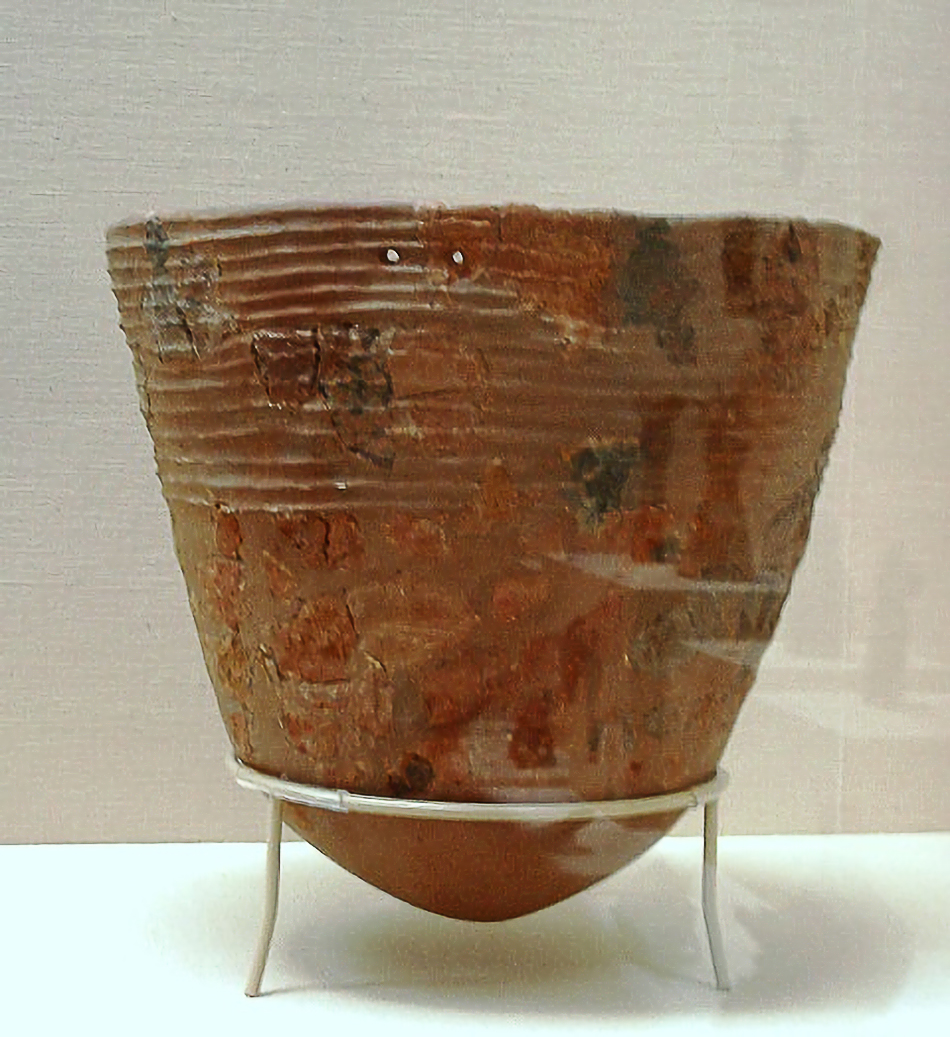
破片から復元された縄文土器。紀元前10000 - 8000年（東京国立博物館蔵）

### 古代
最初期の陶芸は手でこねて焚き火で焼かれていたものと考えられている。焼成時間は短いが、火中で得られる最高温度はおそらくは900℃前後と高く、また非常に速やかに到達したものであろう。焚き火による土器には砂、砂利、砕いた貝殻や土器の破片などを混ぜた粘土が用いられることが多かった。これにより素材を粗くし、粘土に含まれる水分や揮発性の成分が自然に放出されるようにしたのである。粘土内の粗い粒子はまた冷却中に起きる焼きものの収縮を抑え、熱応力による破損のリスクを低減させる役割も果たした。概して、初期の焚き火による土器は、破損しやすい鋭角を避けた円い底を持つことが多かった。意図的に作られた最初の窯は、穴を掘って燃料で覆った窯もしくは溝釜であった。地面に開けた穴は断熱を提供し、焼成を制御しやすくした。
現存する最古の焼きものとされているのは、今日のチェコのドルニ・ヴェストニッツェなどで発見されたグラヴェット文化の人形である。ドルニ・ヴェストニッツェのヴィーナスは紀元前2万9000 - 2万5000年のものとされる裸婦の人形である。現在までに発見されている中で最古の焼きものの器とされるものは中国南部の玉蟾岩遺跡から発掘されたもので、2009年の米国科学アカデミー紀要ではこれらは1万8000年前にさかのぼるとされている。紀元前1万500年ごろのものとされる、日本の縄文時代初期の縄文土器も発見されている。「縄文」というのは「縄の文様がある」という意味であり、縄を巻きつけた棒を用いて土器の器や人形につけられた文様から取られた名前である。北アフリカでも紀元前1万年紀ごろに、南アメリカでも紀元前7千年紀ごろにはそれぞれ独立して陶芸が発達していたようである。多くの文化圏において、最初期の器は手でこねて成形し、もしくは粘土を細く丸い紐状にしてからとぐろを巻かせて器の形にして作られていた。
中近東での最初期の陶芸生産の歴史は4つの時代に区分できる。ハッスナ期（紀元前5000 - 4500年）、ハラフ期（紀元前4500 - 4000年）、ウバイド期（紀元前4000 - 3000年）、ウルク期（紀元前3500 - 2000年）である。メソポタミアではハラフ期には釉薬が発見され、ウバイド期での轆轤の発明は陶芸に革命的変化をもたらした。専門家した陶工たちは世界最初期の諸都市での拡大する需要に応えられるようになったのである。古代インドでもメヘルガルII期（紀元前5500 - 4800年）から新石器時代・銅器時代として知られている。エド・ズール器として知られているものを含むインダス川流域を起源とする陶芸品がインダス文明の諸地域から発見されている。
地中海沿岸では、古代ギリシアの暗黒時代（紀元前1100 - 800年）ではアンフォラやその他の陶芸品の装飾に四角、丸、線といった幾何学文様が用いられていた。古代朝鮮の紀元前1500 - 300年の時期は無文土器時代として知られている。

### 中世から現代まで
6世紀には中国で白く硬く薄い白磁が出現し、7世紀には鮮やかな唐三彩も生まれた。中国の陶磁器はイスラーム商人らによるセラミック・ロードと呼ばれる貿易ルートに乗り日本から中東までの広い地域へと輸出され、珍重され大きな影響を及ぼした。
イスラームの陶芸では磁器を模倣する努力が行われたがカオリンが入手できなかったことなどから果たせず、錫釉を用いて白い陶器が作られ、ラスター彩やミーナーイー手など多彩な独自の技法が生まれ陶芸が大きく栄えた。13世紀にはスペインへと流入したムスリムの陶工たちによりラスター彩陶器が作られイスパノ・モレスク陶器が誕生し、またイタリア・ルネサンスを代表する錫釉陶器であるマヨリカ焼きはマヨルカ島から持ち帰られたラスター彩陶器を起源としている。
大航海時代になると景徳鎮窯に代表される中国の磁器も直接ヨーロッパにもたらされるようになり、中国や日本の陶磁器は美術品として宮殿の「磁器の間」などに飾られるようになり評価が高まった。高品質な陶磁器製作の模索がなされるようになり、デルフト、マイセン、セーヴルなどの名窯が生まれた。
日本で独創的な陶芸が始まるのは桃山時代であり、千利休が茶陶を見出し新しい価値観を打ち立てたことで創造性が高まり、志野や唐津では絵付けが行われるようになる。江戸時代に入ると朝鮮の陶工たちにより磁器の伊万里焼が作られるようになり、明治時代までにかけヨーロッパへも輸出された。
産業革命に伴い陶磁器も現代的な施設で大量生産されるようになっていった中で、機能美を追求するウィリアム・モリスらのアーツ・アンド・クラフツ運動が起こり、小さな工房で芸術もしくは工芸としての陶芸（スタジオ・ポッタリー）が世界中で行われるようになっている。

## 考古学

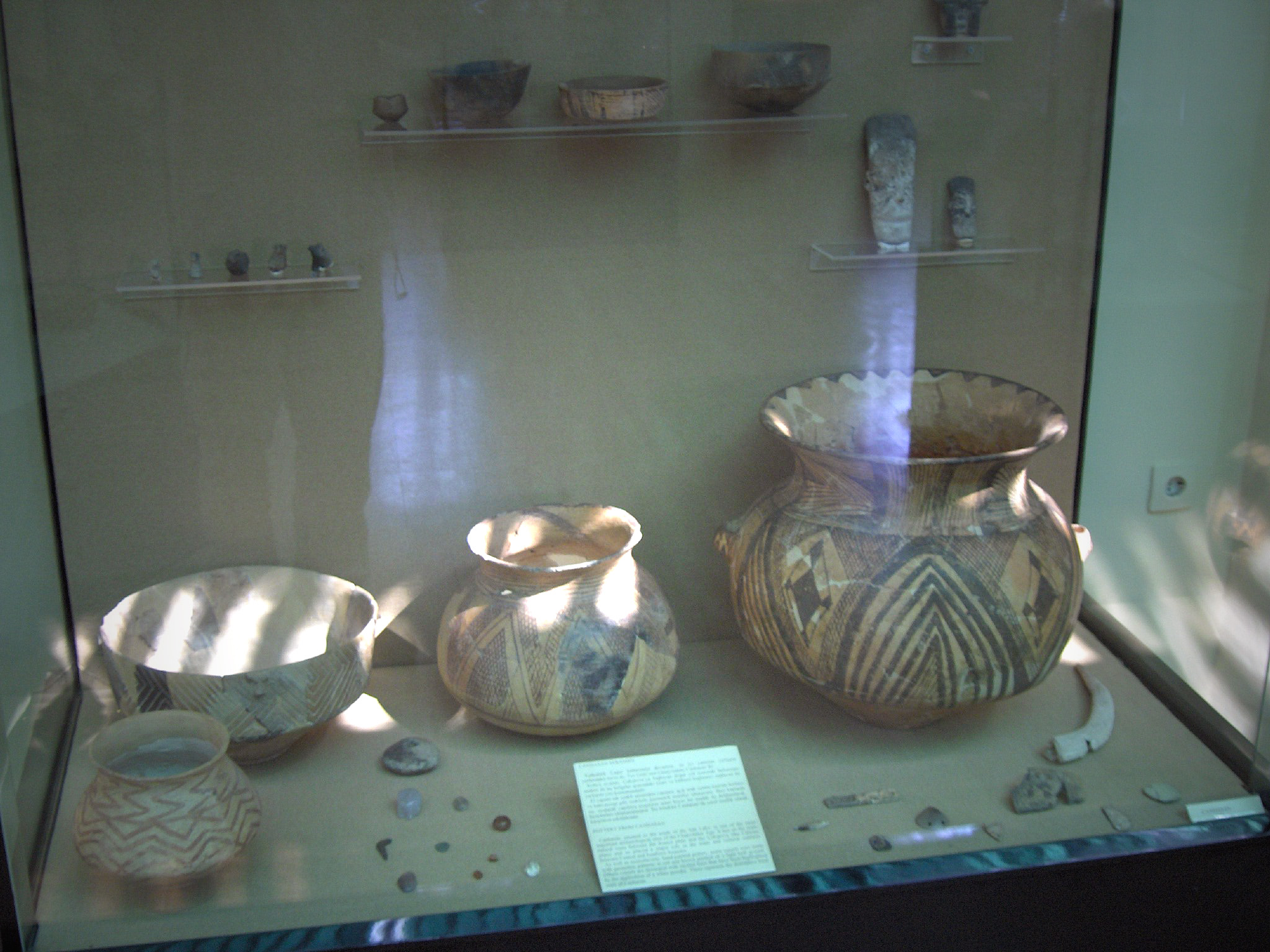
チャタル・ヒュユクで発見された土器。紀元前6000年紀

考古学・人類学・歴史学において、陶芸の研究は過去の文化への洞察をもたらしうる。焼きものは丈夫であり、ほかのより耐久性に優れない品物が風化して認識不可能になってしまったずっと後までも、焼きものの少なくとも破片は残存していることが多い。ほかの証拠と組み合わせることで、陶芸の遺物の研究はそれを産み出しもしくは入手した社会の構成、経済状況、文化的発達などに関する理論の発展に寄与する。陶芸の研究から、ある文化における日常生活、宗教、社会的関係、隣人に対する姿勢、自分達自身の世界に対する姿勢、さらには宇宙の理解様式までをも推測することができる。
陶芸に基づく年代学は文字を持たない文化の年代を定める上では不可欠であることが多く、歴史的文化の年代同定においてもしばしば助けとなる。主に中性子放射化による微量元素解析は胎土の由来の正確な同定を可能にし、また熱発光試験により最後に焼成された時期を推測することも可能である。先史時代の焼きものの破片の調査を通じ、科学者たちは粘土内の鉄材がその時期の地球の磁場の正確な状況を記録していることを発見した。

## 環境問題
陶磁器の生産による環境への影響は数千年前から存在していたが、その一部は現代のテクノロジーと生産規模のために増幅されてきている。考慮すべき問題点は2つに大別される。労働者への影響と、環境全体への影響である。労働者への影響のうち主要なものとしては、屋内の空気質、騒音による健康被害、過剰照明がある。環境全体への影響としては、燃料の消費、外部の水質汚染、大気汚染、危険物の廃棄などがある。
歴史的に、釉薬を用いた陶芸では鉛中毒が重大な健康問題であった。これは少なくとも19世紀には認識されており、イギリスでは陶工たちの曝露を制限する初の法律が1899年に導入された。今日では陶芸関係の労働者のリスクは大きく軽減されているとはいえ、依然として無視できるものではない。空気質に関していえば、労働者は浮遊粒子状物質、一酸化炭素、重金属などに晒される可能性がある。最大の健康リスクは、二酸化ケイ素の結晶に長期間晒され続けることにより珪肺となる可能性である。適切な換気によりリスクは軽減可能であり、これを定めた法律がイギリスで1899年に制定されている。オークランドのレイニー・カレッジでの最近の研究では、これらの要素すべては工房・工場の環境のデザインにより制御可能であると示唆している。
エネルギーと汚染物質の使用も大きな問題となりつつある。電気による焼成の方が燃料の燃焼による焼成より環境に優しいことはほぼ間違いないが、発電の方式により環境への影響には差がある 。

## 関連項目

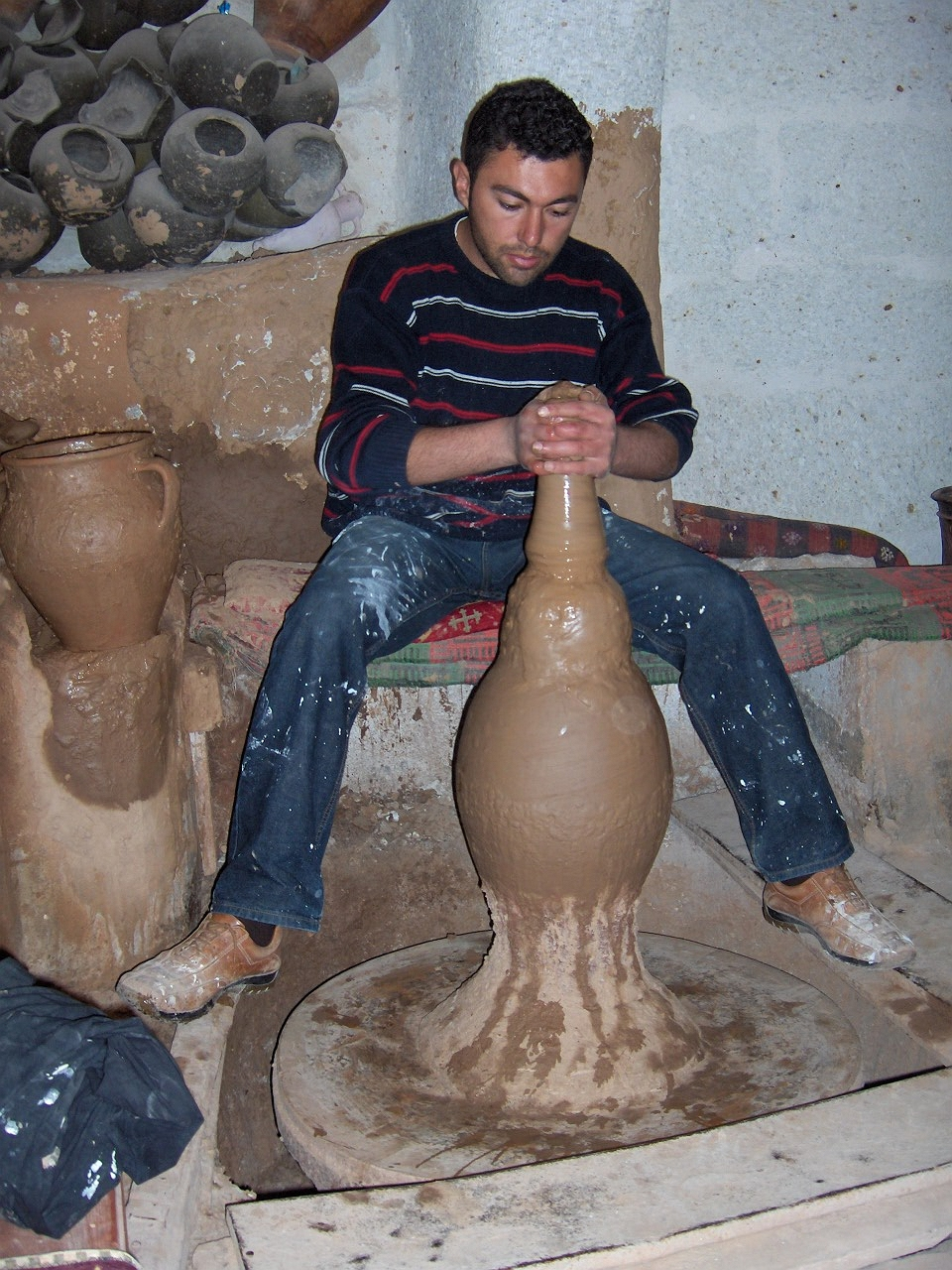
足踏み式轆轤での成形。トルコのギュルシェヒルにて

### 世界の主な陶芸品
- 唐三彩（中国）
- 景徳鎮（中国）
- マジョリカ焼（イタリア） 陶器
- デルフト焼（オランダ） 陶器
- ラスター焼（イスラーム圏、スペイン） 陶器
- マイセン焼（ドイツ） 磁器
- セーヴル焼（フランス） 磁器
- リモージュ焼（フランス）磁器
- かいらぎ （日本、韓国）
- レバントの陶芸

### 日本の国宝に指定された主な陶芸品
- 秋草文壺
- 色絵雉香炉（野々村仁清作）
- 色絵藤花文茶壷（野々村仁清作）
- 井戸茶碗 銘喜左衛門 孤篷庵
- 曜変天目茶碗 - 世界に三つしかないと言われる南宋時代の名碗。全て日本にある。
- 楽焼白片身変茶碗 銘不二山（本阿弥光悦作）
- 志野茶碗 銘卯花墻

### 日本の陶芸関係の公募展
- 出石磁器トリエンナーレ
- ファエンツア国際陶芸ビエンナーレ
- 日本陶芸展
- 朝日陶芸展
- 日本伝統工芸展

### 日本の陶芸専門のミュージアム
- 愛知県陶磁美術館 （陶磁ネットワーク会議加盟）
- 佐賀県立九州陶磁文化館 （陶磁ネットワーク会議加盟）
- 茨城県陶芸美術館 （陶磁ネットワーク会議加盟）
- 岐阜県現代陶芸美術館 （陶磁ネットワーク会議加盟）
- 滋賀県立陶芸の森 （陶磁ネットワーク会議加盟）
- 兵庫陶芸美術館 （陶磁ネットワーク会議加盟）
- 福井陶芸館 （陶磁ネットワーク会議加盟）
- 山口県立萩美術館・浦上記念館 （陶磁ネットワーク会議加盟）
- 有田陶磁美術館
- 大阪市立東洋陶磁美術館
- 岡山県備前陶芸美術館
- 河井寛次郎記念館
- 信楽古陶館
- 立杭陶の郷
- 丹波古陶館
- 富本憲吉記念館
- 益子陶芸美術館
- 横山美術館
- とうしん美濃陶芸美術館